# Dr. Buzzard's Original Savannah Band
Dr. Buzzard's Original Savannah Band was een Amerikaanse discoband uit The Bronx. De band  was actief in de jaren 70 als voorloper van Kid Creole and the Coconuts.

## Bezetting
- Cory Daye[3] (zang)
- Stony Browder[4] (piano)
- Mickey Sevilla[5] (drums)
- Andy Hernandez[6] (percussie)
- August Darnell[7] (basgitaar)

## Geschiedenis
De band werd geformeerd door de halfbroers Stony Bowder jr. (7 februari 1949 – 6 oktober 2001) en Thomas Bowder (ook August Darnell, 12 augustus 1950) met eerder geschreven muziek en latere teksten. De band startte in 1974 met Cory Daye, Mickey Sevilla en Andy Hernandez (Coati Mundi). Ze brachten drie album uit tussen 1976 en 1979. Hun muziek mengde discobeats met ritmen van genres als calypso, rumba, chachacha en compás. De Bowders, die beiden zelfstandig waren, schreven songs die filosofieën bevatten van verhalen over tragische mulatten. Een kleinere bezetting bekend als Dr. Buzzard's Savannah Band (zonder het woord Original) bracht ook een vierde album uit in 1984. Ze waren regelmatig te gast bij Studio 54. Darnell en Hernandez formeerden Kid Creole & the Coconuts en Elbow Bones & the Racketeers. Daye vervolgde ook een succesvolle solo-carrière.
Hun song Sunshower (1976) werd gesampled door meerdere artiesten, waaronder A Tribe Called Quest, M.I.A., Ghostface Killah, De La Soul en Doug E. Fresh en werd geremixt door de Japanse opname-artiest Fantastic Plastic Machine en door de Koreaanse musicalgroep The Green Tea. De song werd gebruikt in de film Boyz n the Hood (1991). De song Cherchez la femme werd gecoverd door Gloria Estefan voor haar album Hold Me, Thrill Me, Kiss Me (1994) en door de rapper Ghostface Killah in 2000 als Cherchez La Ghost op zijn album Supreme Clientele.

## Discografie

### Singles
- 1976: I'll Play the Fool
- 1976: Cherchez la femme
- 1976: Sour and Sweet
- 1978:	Mister Love
- 1978: Organ Grinder
- 1978: Auf Wiedersehen, Darrio
- 1978: Transistor Madness
- 1979:	Didn't I Love You Girl

### Albums
- 1976:	Dr. Buzzard's Original Savannah Band (RCA Records)
- 1978:	Dr. Buzzard's Original Savannah Band Meets King Penett (RCA Records)
- 1979:	Dr. Buzzard's Original Savannah Band Goes to Washington	(Elektra Records)
- 1984:	Calling All Beatniks! (Passport)

### Compilaties
- 1996: The Very Best of Dr. Buzzard's Original Savannah Band (RCA Records)
- 2005: The Disco Kids (Sony BMG)

### NPO Radio 2 Top 2000
| Nummer met noteringen in de NPO Radio 2 Top 2000 | '99  | '00 | '01  | '02  | '03  |
| ------------------------------------------------ | ---- | --- | ---- | ---- | ---- |
| Cherchez La Femme                                | 1430 | -   | 1512 | 1201 | 1789 |

1. ↑  Een '-' betekent dat het nummer niet was genoteerd en een vetgedrukt getal geeft de hoogste notering aan.
2. ↑  Deze tabel is bijgewerkt tot en met de laatste editie (2024).